# Fahmi al-Abboushi
 (octobre 2015).
Si vous disposez d'ouvrages ou d'articles de référence ou si vous connaissez des sites web de qualité traitant du thème abordé ici, merci de compléter l'article en donnant les références utiles à sa vérifiabilité et en les liant à la section « Notes et références ».
Fahmi al-Abboushi (1895-1975) est un homme politique palestinien, c'est le cofondateur du parti de l'indépendance (Hizb al-Istiqlal) qu'il a créé avec Awni Abd al-Hadi.
Abboushi était le maire de Jénine de 1935 jusqu'en 1937, date où il a été écarté de ce poste par les britanniques. Il s'exile à Beyrouth, au Liban après cet évènement.
Dans les années 1940, Abboushi était le président de la Banque nationale arabe présente à Jénine. Il a également fait partie de nombreux comités nationaux avant et après le mandat britannique en Palestine.